# قداد مخطط
قداد مخطط (الاسم العلمي: Cricetulus barabensis) هو نوع من الحيوانات يتبع جنس قداد قزمي من فصيلة الفأرية.